# 10. фебруар
10. фебруар је четрдесет први дан у години у Грегоријанском календару. 324 дана (325 у преступним годинама) остаје у години после овог дана.

## Догађаји
- 1258 — Монголи заузели Багдад, тадашњи центар исламског света, спалили град и побили 10.000 људи и уништили Абасидски халифат.
- 1763 — Француска, Шпанија и Велика Британија су потписале Париски мир којим је завршен Седмогодишњи рат и Француска остала без колонија у Северној Америци.
- 1824 — Симон Боливар је проглашен за диктатора Перуа.
- 1841 — Британски парламент је усвојио Акт о унији којим је укинуо скупштине Доње Канаде и Горње Канаде и образовао Провинцију Канада уместо њих.
- 1846 — Војска Британске источноиндијске компаније је поразила војску краљевства Сика у бици код Собраона, пресудној бици Првог англо-сикског рата.
- 1878 — Конвенцијом у Ел Зањону на Куби окончан десетогодишњи устанак против шпанске колонијалне власти.
- 1879 — У Великом Трнову отворено заседање првог бугарског парламента после ослобођења од Турака.
- 1891 — Заслугом чувеног српског геолога Јована Жујовића на Великој школи у Београду основано Српско геолошко друштво, једно од најстаријих научних друштава у Србији.
- 1906 — Поринут је бројни брод ХМС Дреднот, по ком је име добила цела генерација бродова и који је покренуо трку у наоружању између Велике Британије и Немачке.
- 1923 — Основан је Тексашки технолошки универзитет у Лабоку.
- 1940 — Премијерно приказана прва епизода цртаног серијала Том и Џери под називом Маца је добила отказ.
- 1942 — Амерички џез-музичар Глен Милер постао први музичар који је добио „златну плочу“ за продају милионитог примерка неке композиције, „Chattanooga Choo Choo“.
- 1947 — У Паризу потписани мировни уговори земаља-победница у Другом светском рату и бивших савезника Хитлерове Немачке.
- 1962 — Амерички пилот Френсис Гери Пауерс је у Берлину замењен за совјетског обавештајца Рудолфа Абела.
- 1964 — У судару два аустралијска ратна брода у заливу Џервис потонуо је разарач „Војаџер“, при чему је погинуло више од 80 морнара.
- 1967 — Ратификован је 25. амандман на устав САД.
- 1989 — Рон Браун је изабран за председавајућег Демократског националног комитета Демократске странке поставши први Афроамериканац на челу једне од две водеће америчке странке.
- 1996 — Рачунар IBM-а назван „Дубоко плаво“ је победио светског првака у шаху Гарија Каспарова.
- 1997 — Хрватске снаге из западног дела Мостара отворили ватру на муслимане из источног дела града који су на хрватску страну дошли да посете гробље. Две особе погинуле, а 38 рањено. Мостар у босанском рату, пошто су Срби присиљени да напусте град, 1993. подељен на муслимански и хрватски део.
- 2000 — Лидер Српске радикалне странке и потпредседник Владе Србије Војислав Шешељ оптужио независне медије да су амерички плаћеници и криминалци, чиме је најавио почетак жестоке режимске кампање против независних медија у Србији.
- 2001 — Током антивладиних протеста у Техерану у сукобу с полицијом рањено више десетина студената, око 100 ухапшено.
- 2006 —
  - Фатмир Сејдију изабран је за новог председника Косова.
  - Свечаном церемонијом у Торину су отпочеле 20. Зимске олимпијске игре.
- 2009 — Први случајни судар при хипербрзини између два цела сателита у ниској Земљиној орбити се догодио када су се сателити Иридијум-33 и Космос-2251 сударили и уништили један другог.

## Рођења
- 1785 — Клод Луј Навје, француски инжењер и физичар. (прем. 1836)[1]
- 1843 — Милутин Гарашанин, политичар и публициста. (прем. 1898)[2]
- 1878 — Васа Стајић, политичар и књижевник, председник Матице српске. (прем. 1947)[3]
- 1890 — Борис Пастернак, руски књижевник, нобеловац. (прем. 1960)[4]
- 1894 — Харолд Макмилан, британски политичар. (прем. 1986)[5]
- 1897 — Џудит Андерсон, аустралијска глумица. (прем. 1992)[6]
- 1898 — Бертолт Брехт, немачки писац драма, позоришни теоретичар. (прем. 1956)[7]
- 1899 — Џевдет Сунај, турски политичар и војник. (прем. 1982)[8]
- 1901 — Стела Адлер, америчка глумица. (прем. 1992)[9]
- 1902 — Волтер Хаузер Братен, амерички физичар. (прем. 1987)[10]
- 1920 — Миливоје Томић, српски глумац (прем. 2000)[11]
- 1921 — Северин Бијелић, српски и југословенски глумац. (прем. 1972)[12]
- 1927 — Константин Бабић, композитор, професор Факултета музичке уметности у Београду. (прем. 2009)[13]
- 1929 — Џери Голдсмит, амерички композитор. (прем. 2004)[14]
- 1935 — Мирослав Блажевић, хрватски фудбалски тренер. (прем. 2023)
- 1936 — Велимир Лукић, књижевник, управник Народног позоришта у Београду, директор ТВ Београд. (прем. 1997)[15]
- 1950 — Марк Спиц, амерички пливач, олимпијски рекордер.[16]
- 1950 — Луис Доналдо Колосио, мексички политичар и економиста. (прем. 1994)[17]
- 1952 — Ли Сјенлунг премијер Сингапура.[18]
- 1953 — Драгољуб Ђуричић, југословенски бубњар. (прем. 2021)[19]
- 1962 — Клиф Бартон, амерички музичар. (прем. 1986)[20]
- 1967 — Лора Елизабет Дерн, америчка глумица.[21]
- 1968 — Петар Поповић, шведски хокејаш српског порекла.[22]
- 1970 — Осне Сејерштад, норвешка новинарка и књижевница.[23]
- 1972 — Лорена Рохас, мексичка глумица и певачица. (прем. 2015)
- 1974 — Елизабет Бенкс, америчка глумица, продуценткиња и редитељка.[24]
- 1976 — Карлос Хименез, шпански кошаркаш.[25]
- 1981 — Ендру Џонсон, енглески фудбалер.[26]
- 1982 — Младен Ракчевић, црногорски рукометаш.[27]
- 1982 — Џастин Гатлин, амерички атлетичар.[28]
- 1985 — Јонас Мачиулис, литвански кошаркаш.[29]
- 1985 — Пол Милсап, амерички кошаркаш.[30]
- 1986 — Џош Акојон, америчко-нигеријски кошаркаш.[31]
- 1986 — Виктор Троицки, српски тенисер.[32]
- 1986 — Радамел Фалкао, колумбијски фудбалер.[33]
- 1991 — Ема Робертс, америчка глумица, манекенка и певачица.[34]
- 1997 — Клои Грејс Морец, америчка глумица и манекенка.[35]
- 1997 — Лили Кинг, америчка пливачица.[36]

## Смрти
- 1126 — Вилијам IX од Аквитаније, војвода Аквитаније, гроф Поатјеа и вођа Крсташког рата. (рођ. 1071)[37]
- 1163 — Балдуин III Јерусалимски, јерусалимски краљ. (рођ. 1130)[38]
- 1307 — Темур-кан, цар Кине. (рођ. 1265)
- 1576 — Хенри Стјуарт, лорд Дарнли, краљ Шкотске. (рођ. 1545)
- 1755 — Шарл Луј Монтескје, француски књижевник и политичар. (рођ. 1689)[39]
- 1829 — Папа Лав XII. (рођ. 1760)[40]
- 1837 — Александар Сергејевич Пушкин руски књижевник. (рођ. 1799)[41]
- 1865 — Хајнрих Ленц, немачки физичар. (рођ. 1804)[42]
- 1879 — Оноре Домије, француски графичар, сликар, вајар и карикатуриста. (рођ. 1808)[43]
- 1891 — Соња Коваљевска, математичар, писац и борац за женска права. (рођ. 1850)[44]
- 1912 — Џозеф Листер, британски хирург и истраживач. (рођ. 1827)[45]
- 1913 — Константинос Циклитирас, грички атлетичар. (рођ. 1888)[46]
- 1917 — Џон Вилијам Ватерхаус, британски сликар. (рођ. 1849)[47]
- 1918 — Абдул Хамид II, турски султан. (рођ. 1842)[48]
- 1923 — Вилхелм Конрад Рендген, немачки физичар. (рођ. 1845)[49]
- 1932 — Едгар Валас, енглески писац и сценариста. (рођ. 1875)[50]
- 1939 — Папа Пије XI. (рођ. 1857)[51]
- 1944 — Ежен Мишел Антонијади, грчки астроном. (рођ. 1870)[52]
- 1950 — Марсел Маус, француски социолог. (рођ. 1872)[53]
- 1957 — Лора Инголс Вајлдер, америчка списатељица. (рођ. 1867)[54]
- 1960 — Алојзије Степинац, загребачки надбискуп, кардинал, блаженик католичке цркве и сарадник са усташама. (рођ. 1898)[55]
- 1979 — Едвард Кардељ, словеначки политичар. (рођ. 1910)[56]
- 1998 — Морис Шуман, министар иностраних послова Француске. (рођ. 1911)
- 1999 — Пеко Дапчевић, генерал-пуковник, командант Прве армије ЈА. (рођ. 1913)
- 2005 — Артур Милер, амерички књижевник. (рођ. 1915)[57]
- 2008 — Рој Шајдер, амерички филмски глумац. (рођ. 1932)[58]
- 2014 — Ширли Темпл, америчка глумица и дипломата (рођ. 1928).[59]
- 2014 — Ненад Лукић, српски фудбалер. (рођ. 1968)[60]
- 2021 — Горан Даничић, српски филмски, позоришни и телевизијски глумац . (рођ. 1962)[61]

## Празници и дани сећања
- Српска православна црква слави:
  - Преподобног Јефрема Сирина
  - Преподобног Исака Сирина
  - Преподобног Паладија, пустињака сиријског
  - Преподобног Јефрема Печерског